# United World Games

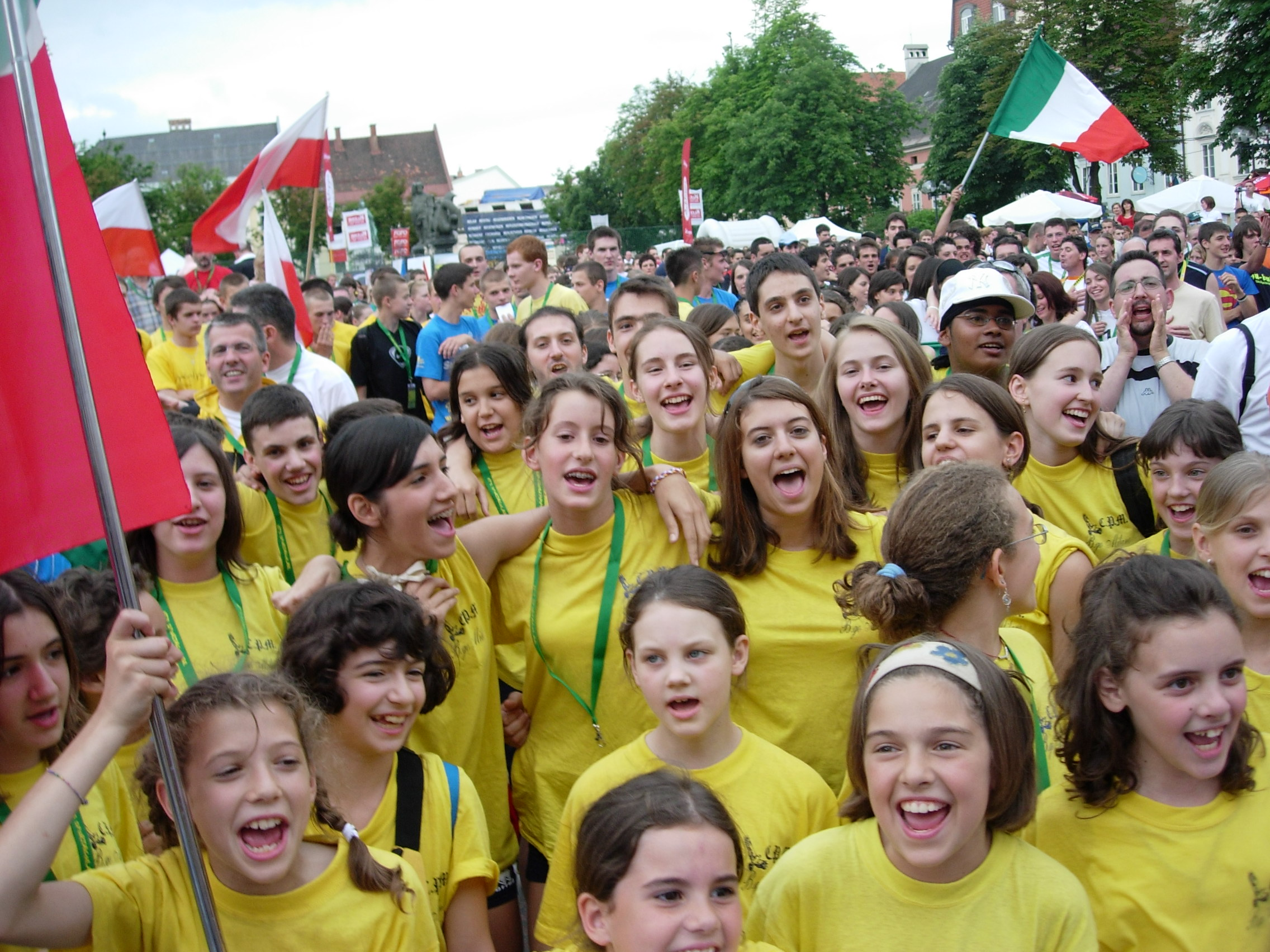
Eröffnungsfeier im Jahre 2005

Die United World Games (UWG) zählen zu den größten Jugendmultisportevents Europas und stehen unter der Patronanz der UNESCO. Der Schwerpunkt dieser Spiele der internationalen Freundschaft ist der kulturelle Austausch durch den Sport, indem den teilnehmenden Jugendlichen die Möglichkeit gegeben wird, einander auch abseits der Sportstätten kennenzulernen.
Die UWG finden alljährlich im Juni in Kärnten, dem südlichsten Bundesland Österreichs, statt. Das Zentrum der Spiele ist dabei die Stadt Klagenfurt am Wörthersee, der Hauptveranstaltungsort ist das Wörtherseestadion.

## Konzept & Vision
Die UWG sind ein Fest des Sports und des Austauschs, die Teilnahme an dem Event ist allen Jugendlichen weltweit möglich und nicht durch Qualifikationen oder Ausscheidungen eingeschränkt. Die Spiele stehen im Zeichen von Respekt, Sportsgeist, Fairplay und einem gesunden Lebensstil, der durch das Betreiben von Sport erreicht werden soll. Diesen zu betreiben, dazu sollen Kinder und Jugendliche durch diese Veranstaltung angehalten werden. Die gemeinsame Liebe zum Sport ist dabei das einende Element und soll dabei helfen, Vorurteile abzubauen und die Verständigung zwischen den verschiedenen Menschen zu stärken.
Bis zum Jahr 2018 haben die UWG bereits zum 14. Mal stattgefunden. In diesem Jahr konnten dabei zum ersten Mal mehr als 10.000 Teilnehmer in Kärnten begrüßt werden. Jedes Jahr nehmen sportbegeisterte Jugendliche aus über 30 Nationen an den Spielen teil und treten dabei mittlerweile in 13 verschiedenen Sportarten gegeneinander an, und zwar zum Beispiel im Basketball, im Eishockey, im Eisstockschießen, im Feldhockey, im Floorball, im Fußball, im Handball, im Leichtathletik, im Orientierungslauf, im Rugby, im Schwimmen, im Tennis oder im Volleyball.
Außerdem gibt es bei den Spielen ein umfangreiches Rahmenprogramm, das den Teilnehmern die Möglichkeit bieten soll, sich auch abseits des Platzes kennenzulernen und auszutauschen. Neben der großen Eröffnungsfeier mit dem Einmarsch der Vertreter aus den verschiedenen Nationen sowie den diversen Showacts gibt es zum Beispiel ein sogenanntes Oktoberfest, bei dem die Jugendlichen österreichische Volkskultur wie das Jodeln, das Schuhplattln oder die traditionelle österreichische Trachtenkleidung kennenlernen können. Außerdem wird eine Farewell Party veranstaltet, bei der am Ufer des Wörthersees gegrillt wird.
Das Organisationskomitee definiert auf der offiziellen Homepage der Veranstaltung die Vision der Spiele. Sie lautet wie folgt: „Es ist unsere Vision, Jugendliche aus der ganzen Welt durch ihre gemeinsame Sportleidenschaft zusammen zu bringen. - Die UNITED WORLD GAMES sollen mit ihrer einmaligen Atmosphäre bei unseren Teilnehmern für unvergessliche Momente sorgen. Die Freude am Sport und das offene Miteinander der Kulturen sollen im Mittelpunkt der Spiele stehen.“

## Geschichte
Die United World Games wurden erstmals im Jahr 2005 im österreichischen Klagenfurt am Wörthersee veranstaltet. Bei der allerersten Veranstaltung nahmen 1300 Jugendliche aus zwölf Nationen an den Spielen teil, wobei drei internationale Turniere in den Sportarten Fußball, Volleyball und Basketball auf dem Programm standen.
Im Jahr 2007 wurden die Spiele erstmals an zwei Schauplätzen ausgetragen, und zwar in Klagenfurt und Wien. Neu in das Programm der Spiele aufgenommen wurden damals die Sportarten Schwimmen, Ringen, Tennis, Bowling und Baseball. Aus den USA kamen etwa 1000 Teilnehmer, die im Vorfeld der Spiele unter anderem durch die früheren Olympiasieger Rulon Gardner und Kirsty Coventry betreut wurden. Insgesamt waren ca. 5000 Athleten beiderlei Geschlechts am Start.
Im Jahr 2008 kehrten die Spiele wieder nach Klagenfurt am Wörthersee zurück, wobei von 19. bis 22. Juni 2008 mehr als 3000 Teilnehmer aus 25 Nationen teilnahmen.
Ein Jahr später, bei den UWG 2009, die von 18. bis 21. Juni stattfanden, pilgerten abermals 3000 Sportler aus 20 Nationen nach Klagenfurt am Wörthersee. Im Mittelpunkt dieser Spiele stand die Dopingprävention bzw. die Aufklärung der jungen Teilnehmer über die Gefahren des Dopings.
Die United World Games im Jahr 2010 wurden von 17. bis 20. Juni 2010 abermals in Klagenfurt am Wörthersee abgehalten, wobei unter den mehr als 3000 Teilnehmern zum ersten Mal Athleten aus Indien waren.
Die UWG 2011 fanden von 23. bis 26. Juni in Klagenfurt am Wörthersee statt mit internationalen Turnieren in Fußball, Basketball, Volleyball, Handball, Faustball und Tennis und insgesamt 4.000 Teilnehmer aus 29 Nationen. Erstmals dabei waren Nationen wie Israel und Island.
Über 4.500 Teilnehmer brachten die United World Games 2012 (21. bis 24. Juni 2012). Mit Indonesien, Kanada und Palästina waren abermals drei neue Nationen am Start.
Im Jahr 2013 waren es knapp 6.000 Athleten, die an den Spielen teilnahmen. Zum ersten Mal fanden auch internationale Turniere in den Sportarten Rugby und Feldhockey statt.
Einen weiteren Rekord hinsichtlich der Anzahl der Teilnehmer konnten die Organisatoren bei den UWG 2014 verbuchen. Es wurde zum ersten Mal die 6.000er-Grenze durchbrochen. Erneut durften auch wieder Vertreter einiger neuer Nationen bei den Spielen begrüßt werden wie zum Beispiel jene aus Südafrika und Luxemburg. Sowohl bei den diversen Turnieren, als auch abseits der Sportstätten gab es einige Neuerungen und Verbesserungen. Die Turnierleitung, Side Events und das bestimmte Aspekte des Rahmenprogramms wie zum Beispiel die große Eröffnungsfeier wurden ausgebaut.
Im Jahr 2015 wurde die Veranstaltung vom 18. bis zum 21. Juni ausgetragen. Austragungsort war einmal mehr Klagenfurt am Wörthersee. Mit der Veranstaltung eines Orientierungslaufs wurde im Jahr 2015 wieder eine neue Sportart bei den UWG eingeführt.
Im Jahr 2016 fanden die Spiele Im Zeitraum vom 16. bis zum 19. Juni statt.
Seit ihrer Gründung nahmen an den United World Games bisher ca. 36.000 junge Sportler aus 38 Nationen teil.

## Zukunft
Im Jahr 2019 feierten die United World Games ihr 15-jähriges Jubiläum, die Spiele fanden im Zeitraum vom 20. bis zum 23. Juni statt.